# Saint-Jean-Kerdaniel
Saint-Jean-Kerdaniel (en bretó Sant-Yann-Gerdaniel) és un municipi francès, situat a la regió de Bretanya, al departament de Costes del Nord. L'any 1999 tenia 461 habitants.

## Demografia
| 1962                                       | 1968 | 1975 | 1982 | 1990 | 1999 |
| ------------------------------------------ | ---- | ---- | ---- | ---- | ---- |
| 410                                        | 379  | 303  | 289  | 379  | 461  |
| Des de 1962: població sense dobles comptes |      |      |      |      |      |

## Administració
| Període   | Identitat              | Partit |
| --------- | ---------------------- | ------ |
| 2001-2008 | Louis Le Chevanton     |        |
| 2008-     | Jean-Baptiste Le Verre |        |

## Personatges il·lustres
- Thierry Le Pennec, escriptor francès.